# Cray XMT
Cray XMT (кодовое имя Eldorado — Эльдорадо) — третье поколение суперкомпьютерной архитектуры Cray MTA, разработанной компанией Tera. Предыдущие поколения назывались Cray MTA и Cray MTA-2. В XMT используются многопоточные процессоры MTA, называемые Threadstorm, совместимые с 1207-контактным процессорным разъемом Socket F, созданным компанией AMD для процессоров Opteron. Процессоры Threadstorm устанавливаются в материнские платы, использующиеся в суперкомпьютерах Cray XT4.
Важным преимуществом этих процессоров стало эффективное скрытие времени доступа к памяти. Упрощенно можно сказать, что в каждый такт исполняется одна из инструкций одного из вычислительных потоков, а другой запрос в память помещается в очередь, с расчетом, что к следующему раунду вычислений будет готов результат запроса из памяти. Большинство классических архитектур не скрывают задержки доступа в память, а программа во время ожидании данных из памяти простаивает (режим процессорного конвейера «stall»). Архитектура XMT эффективнее исполняет алгоритмы, в которых схемы доступа к памяти сложны и труднопредсказуемы (низкая пространственная и временная локализация данных), и плохо сочетаются с традиционной моделью компьютерных кешей (иерархия памяти).
Процессоры Threadstorm исполняют только пользовательский код, в качестве упрощенной ОС используется микроядерная система MTX на базе BSD Unix. Системный ввод-вывод возложен на процессоры Opteron, исполняющие ОС Linux. По сравнению с предыдущими вариантами MTA, в XMT были повышены тактовая частота (с 220 до 500 МГц), максимальное количество процессоров (с 256 до 8192) и объемы поддерживаемой памяти (до 512 терабайт).
Развитием архитектуры стали процессоры Threadstorm4, используемые в линейке Urika компании YarcData.